# (32195) 2000 NT28
2000 NT28 (asteroide 32195) é um asteroide da cintura principal. Possui uma excentricidade de 0.16572160 e uma inclinação de 6.92771º.
Este asteroide foi descoberto no dia 2 de julho de 2000 por Spacewatch em Kitt Peak.